# Enrico Güntert
Enrico Güntert (* 18. Juni 1997) ist ein Schweizer Leichtathlet, der sich auf den Sprint spezialisiert hat und zu Beginn seiner Karriere auch im Hoch- und Weitsprung an den Start ging.

## Sportliche Laufbahn
Erste internationale Erfahrungen sammelte Enrico Güntert im Jahr 2019, als er bei den U23-Europameisterschaften in Gävle mit 6,95 m in der Weitsprungqualifikation ausschied. 2023 wurde er bei den Halleneuropameisterschaften in Istanbul im Halbfinal im 60-Meter-Lauf disqualifiziert, und im Juni wurde er bei der 1. Liga der Team-Europameisterschaft im Rahmen der Europaspiele in Chorzów in 51,58 s Siebter mit der Schweizer 4-mal-100-Meter-Staffel. Anschliessend schied er bei den Weltmeisterschaften in Budapest mit 38,65 s im Vorlauf mit der Staffel aus.

## Persönliche Bestleistungen
- 100 Meter: 10,31 s (+1,9 m/s), 27. Mai 2023 in Weinheim
  - 60 Meter (Halle): 6,62 s, 18. Februar 2023 in St. Gallen
- 200 Meter: 20,83 s (+0,9 m/s), 30. Juli 2023 in Bellinzona
- Weitsprung: 7,70 m (+0,7 m/s), 13. Juni 2021 in Frauenfeld
  - Weitsprung (Halle): 7,76 m, 12. Februar 2022 in Magglingen